# Cirsium heterophyllum
Il cardo tagliente (nome scientifico Cirsium heterophyllum (L.) Hill., 1768) è una pianta montana erbacea angiosperma dicotiledone e perenne, appartenente alla famiglia delle Asteraceae. In alcune checklist questa pianta viene chiamata anche Cirsium helenioides (L.) Hill, nominativo considerato ora nella maggioranza dei casi un sinonimo.

## Etimologia
Il nome del genere (cirsium) deriva dalla parola greca kirsos = varice; da questa radice deriva poi la denominazione Kirsion, un vocabolo che sembra servisse ad identificare una pianta usata per curare questo tipo di malattia. Da kirsion in tempi moderni il botanico francese Tournefort (1656 - 708) derivò il nome Cirsium dell'attuale genere.

Il nome italiano “cardo” è abbastanza generico in quanto nel linguaggio comune si riferisce a diversi generi e specie di piante. Tra i generi che vengono chiamati direttamente “cardo”, oppure hanno una o più specie che comunemente si chiamano con questo nome citiamo: Carduus, Carduncellus, Carlina, Centaurea, Cnicus, Cynara, Echinops, Galactites, Jurinea, Onopordum, Scolymus, Silybum, Tyrimnus, tutti della famiglia delle Asteraceae. Ma anche in altre famiglie abbiamo dei generi con delle specie che volgarmente vengono chiamate “cardi” : il genere Eryngium della famiglia delle Apiaceae o il genere Dipsacus della famiglia delle Dipsacaceae.

L'epiteto specifico (heterophyllum = hetero (diverso) + phyllum (foglia)) deriva dal fatto che a volte sulla stessa pianta si trovano foglie a forma diversa (indivise e divise). L'altro nome specifico usato frequentemente per questa pianta (helenioides), deriva dal personaggio greco di Elena: il mito racconta che questi fiori sarebbero nati dalla lacrime di Elena quando venne rapita.

## Descrizione

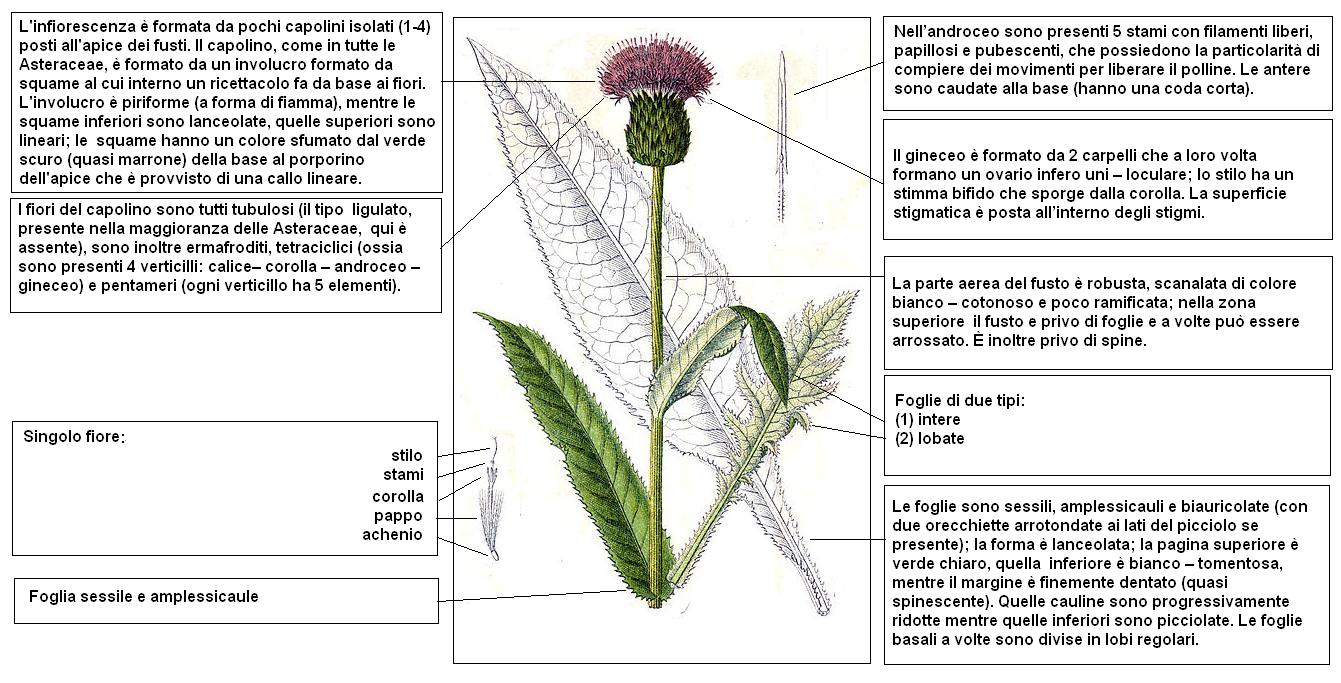
Descrizione delle parti della pianta

La pianta è del tipo erbaceo - perenne e può raggiungere un'altezza di 40 – 60 cm (ma a volte supera il metro). La forma biologica della specie è emicriptofita scaposa ("H scap"); sono piante perennanti per mezzo di gemme poste al suolo e con fusto allungato ed eretto con poche foglie (non cespuglioso).

### Radici
Radici secondarie da rizoma.

### Fusto
- Parte ipogea: la parte sotterranea del fusto consiste in un rizoma strisciante con fibre radicali da cilindriche a filiformi, non ingrossate.
- Parte epigea: la parte aerea del fusto è robusta, breve, scanalata, di colore bianco – cotonoso e poco ramificata; nella zona superiore il fusto e privo di foglie e a volte può essere arrossato. È inoltre privo di spine.

### Foglie

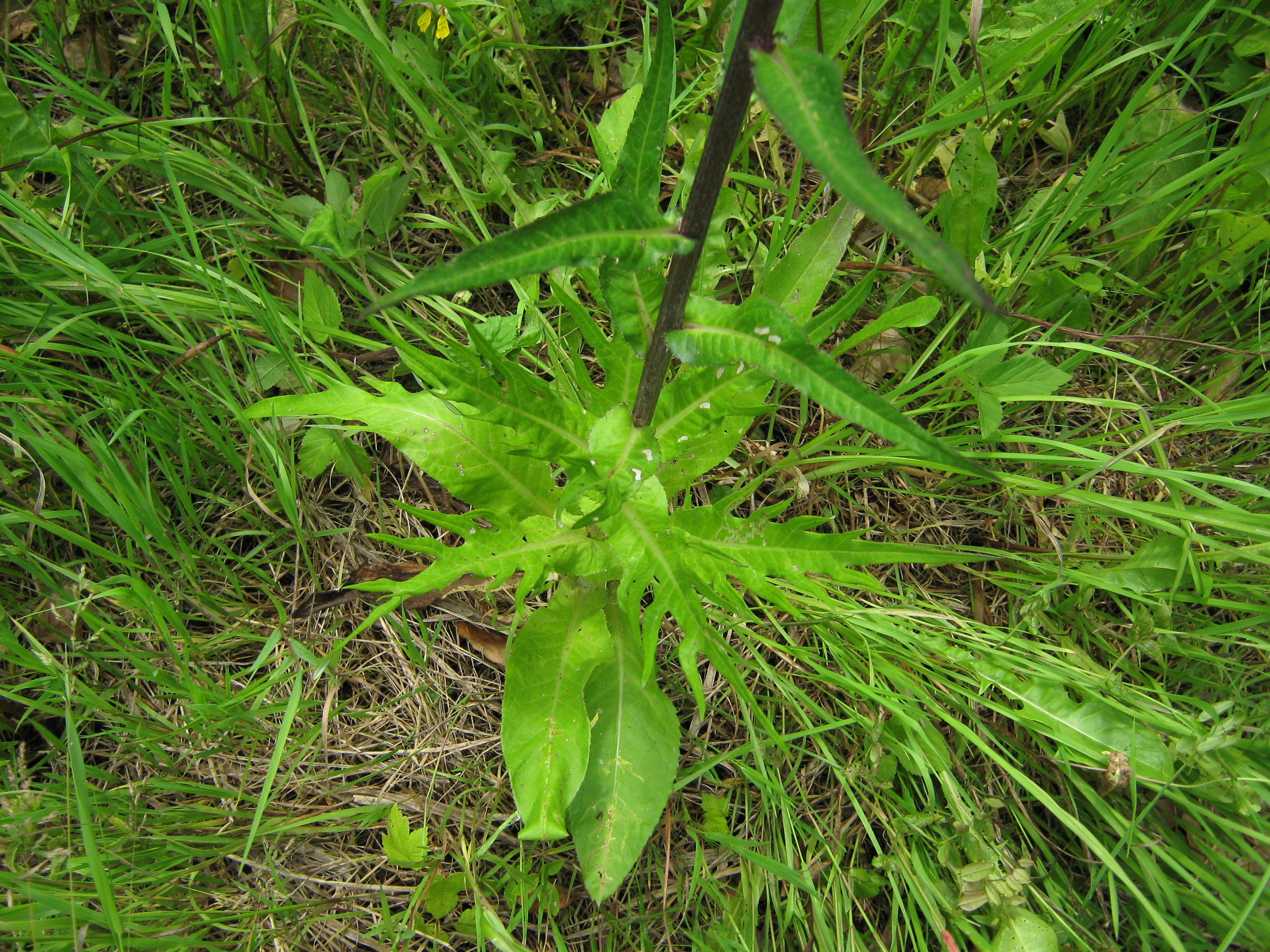
Rosetta basale con foglie di due tipi

Le foglie sono sessili, amplessicauli e biauricolate (con due orecchiette arrotondate ai lati del picciolo se presente); la forma è lanceolata; la lamina superiore è verde chiaro, quella inferiore è aracnoideo–tomentosa, mentre il margine è finemente dentato (quasi spinescente). Quelle cauline sono progressivamente ridotte mentre quelle inferiori sono picciolate. Le foglie basali a volte sono divise in lobi regolari. Dimensioni delle foglie inferiori: larghezza 5 – 7 cm; lunghezza 20 – 25 cm.

### Infiorescenza
L'infiorescenza è formata da pochi capolini isolati (1 - 4) posti all'apice dei fusti. Il capolino, come in tutte le Asteraceae, è formato da un involucro composto da squame al cui interno un ricettacolo fa da base ai fiori. L'involucro è piriforme (a forma di fiamma), mentre le squame inferiori sono lanceolate, quelle superiori sono lineari; le squame hanno un colore sfumato dal verde scuro (quasi marrone) della base al porporino dell'apice che è provvisto di una callo lineare. Diametro del capolino: 3 – 4 cm. Dimensione dell'involucro: larghezza 2 cm; lunghezza 3 cm. Dimensione delle squame inferiori: larghezza 2 mm, lunghezza 9 mm; superiori: 1,5 mm, lunghezza 20 – 25 mm.

### Fiori

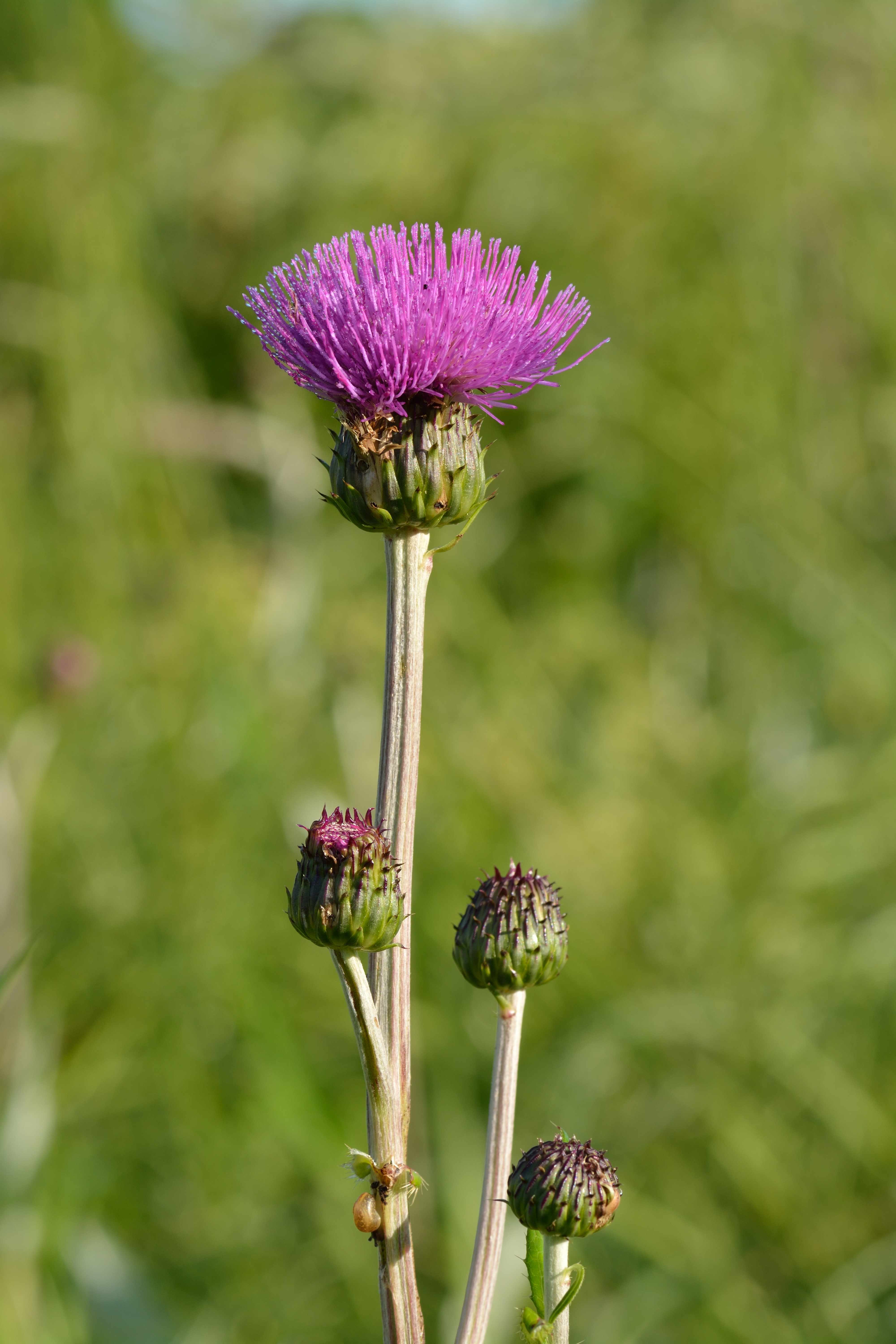
Capolino con fiori tubulosi

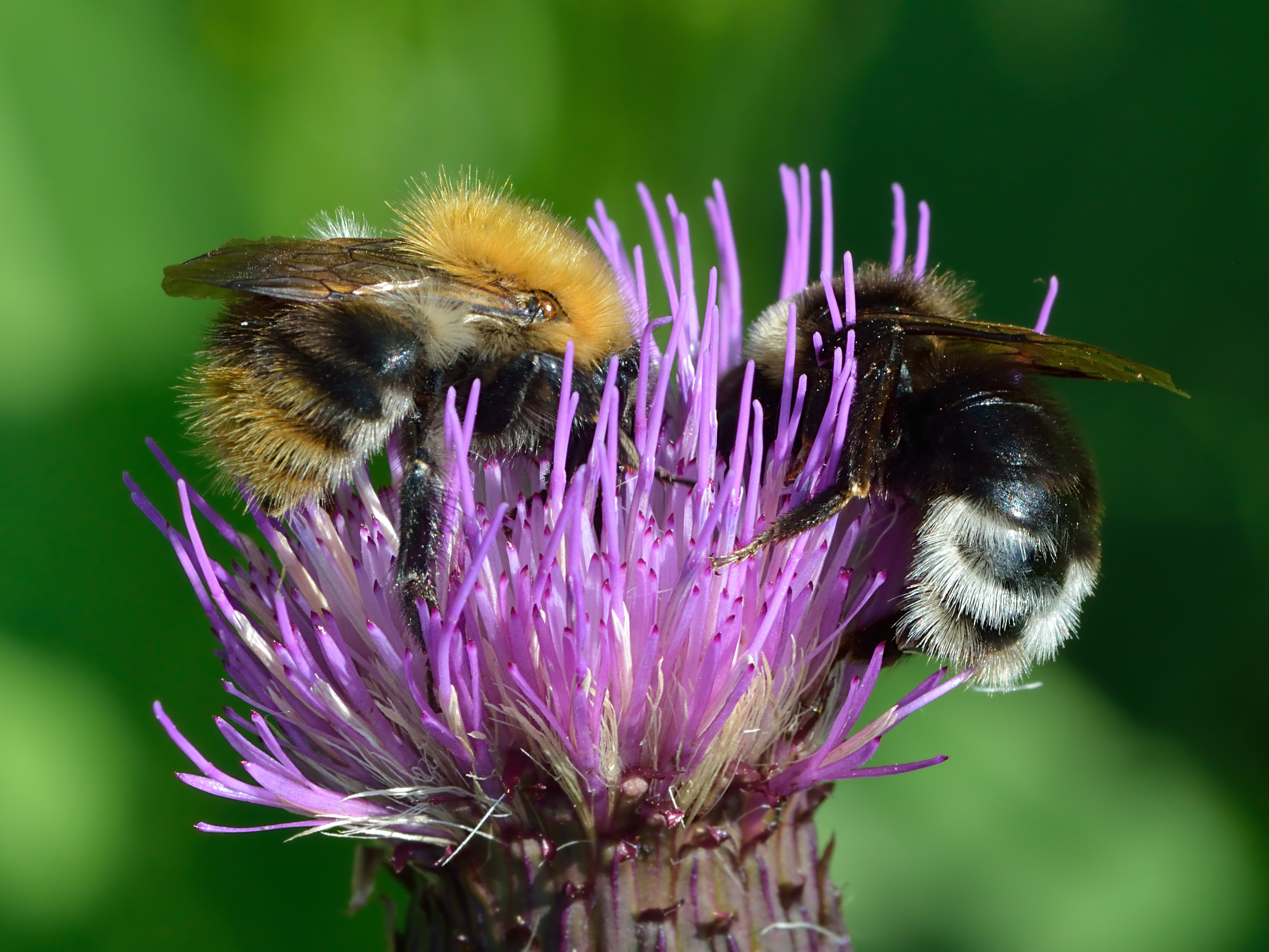

I fiori del capolino sono tutti tubulosi (il tipo ligulato, presente nella maggioranza delle Asteraceae, qui è assente), sono inoltre ermafroditi, tetraciclici (ossia sono presenti 4 verticilli: calice– corolla – androceo – gineceo) e pentameri (ogni verticillo ha 5 elementi).
- Formula fiorale :

- /x K {\displaystyle \infty }, [C (5), A (5)], G 2 (infero), achenio

- Calice: i sepali del calice sono ridotti al minimo (una coroncina di scaglie).
- Corolla: la corolla è rosso – vinosa o porporina, terminante con 5 lobi lievemente allargati. Lunghezza della corolla : 25 – 30 mm. Dimensioni medie delle varie parti della corolla: lunghezza del tubo 14 mm; lunghezza della gola 11 mm; lunghezza dei lobi 5 mm.
- Androceo: nell'androceo sono presenti 5 stami con filamenti liberi, papillosi e pubescenti, che possiedono la particolarità di compiere dei movimenti per liberare il polline. Le antere sono caudate alla base (hanno una coda corta).
- Gineceo: il gineceo è formato da 2 carpelli che a loro volta formano un ovario infero uni – loculare; lo stilo ha un stimma bifido che sporge dalla corolla. La superficie stigmatica è posta all'interno degli stigmi.[15]
- Fioritura: da giugno a agosto

### Frutti
I frutti sono del tipo achenio con pappo terminale setoloso – biancastro; le setole sono concresciute alla base. Dimensione del frutto 4 mm (senza pappo); dimensioni del pappo 25 mm.

## Biologia
- Impollinazione: l'impollinazione avviene tramite insetti (impollinazione entomogama). Gli insetti possono essere farfalle diurne e notturne (lepidotteri, falene e coleotteri) e api.
- Riproduzione: la fecondazione avviene fondamentalmente tramite l'impollinazione dei fiori (vedi sopra).
- Dispersione: i semi cadendo a terra (dopo essere stati trasportati per alcuni metri dal vento per merito del pappo – disseminazione anemocora) sono successivamente dispersi soprattutto da insetti tipo formiche (disseminazione mirmecoria).

## Distribuzione e habitat

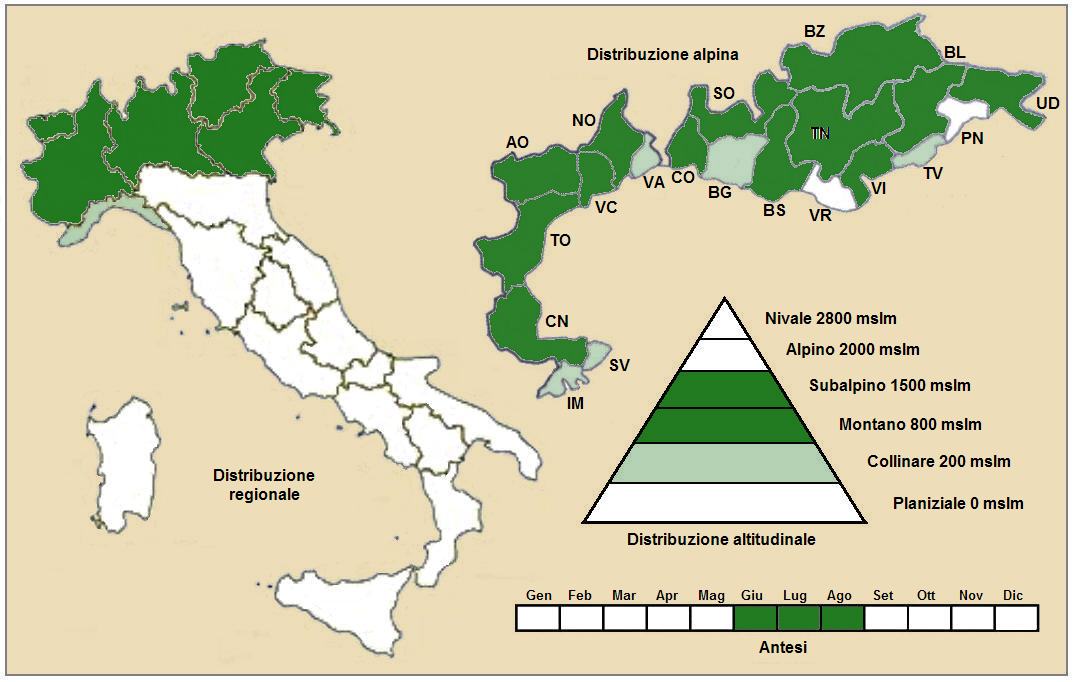
Distribuzione della pianta
(Distribuzione regionale – Distribuzione alpina)

- Geoelemento: il tipo corologico è definito come "Artico-Alpico (Eurasiatico)" e in generale "Eurosiberiano", ossia relativo alle zone artiche dell'Eurasia, ma anche (a basse latitudini) delle alte montagne della fascia temperata.
- Distribuzione: in Italia è presente solo nelle Alpi ed è considerata una specie rara. Oltre confine è presente su tutto l'arco alpino, nei Pirenei e nei monti Carpazi e oltre per tutta la Siberia (a nord della Mongolia).[17]
- Habitat: sui nostri territori si trova nei pascoli e prati montani a carattere torboso; nelle radure e schiarite boschive, lungo i sentieri e le mulattiere, ma anche nei pressi delle malghe, megaforbieti nitrofili e popolamenti a felci; è presente anche in ambienti umidi o temporaneamente inondati e presso i bordi dei ruscelli. Si trova negli arbusteti di ontano bianco. Il substrato preferito è calcareo/siliceo (ma anche solo siliceo) con pH neutro, alti valori nutrizionali del terreno che deve essere umido.
- Distribuzione altitudinale: queste piante si possono trovare da 800 a 2.100 m s.l.m.; da un punto di vista altitudinale frequentano il piano vegetazionale montano e quello subalpino e in parte quello collinare.

### Fitosociologia

#### Areale alpino
Dal punto di vista fitosociologico alpino Cirsium heterophyllum appartiene alla seguente comunità vegetale:
Formazione: delle comunità delle macro- e megaforbie terrestri
Classe: Filipendulo-Convolvuletea

#### Areale italiano
Per l'areale completo italiano Cirsium heterophyllum appartiene alla seguente comunità vegetale:
Macrotipologia: vegetazione delle praterie.
Classe: Molinio-arrhenatheretea Tüxen, 1937
Ordine: Molinietalia caeruleae Koch, 1926
Alleanza: Calthion palustris Tüxen, 1937
Descrizione. L'alleanza Calthion palustris è relativa alle praterie (eutrofiche, falciate e pascolate) su terreni umidi (spesso inondati) con presenza soprattutto di comunità megaforbie igrofile (con dominanza di alte erbe a foglia larga). Areali tipici sono le pianure alluvionali o nei pressi delle sorgenti. I bioclimi (o termoptipi) variano da meso- a orotemperato inferiore. La distribuzione della cenosi è soprattutto centro-europea: area atlantica e subatlantica dell’Europea temperata e area alpina e caucasica nell’area mediterranea occidentale.
Specie presenti nell'associazione: Filipendula ulmaria, Carex acutiformis, Carex elata, Scirpus sylvaticus, Caltha palustris, Lysimachia vulgaris, Equisetum palustre, Chaerophyllum hirsutum, Epilobium hirsutum, Galium palustre, Deschampsia cespitosa, Cirsium palustre, Juncus effusus, Juncus conglomeratus, Angelica sylvestris, Lythrum salicaria, Valeriana officinalis, Selinum carvifolia, Valeriana dioica, Poa palustris, Poa trivialis, Ranunculus repens, Cirsium oleraceum, Cirsium rivulare, Crepis paludosa, Geum rivale, Cirsium heterophyllum e Myosotis palustris.
Altre alleanze per questa specie sono:
- Triseto flavescentis-Polygonion bistortae

## Tassonomia
La famiglia di appartenenza di questa voce (Asteraceae o Compositae, nomen conservandum) probabilmente originaria del Sud America, è la più numerosa del mondo vegetale, comprende oltre 23.000 specie distribuite su 1.535 generi, oppure 22.750 specie e 1.530 generi secondo altre fonti (una delle checklist più aggiornata elenca fino a 1.679 generi). La famiglia attualmente (2021) è divisa in 16 sottofamiglie.
Cardueae è una delle 4 tribù della sottofamiglia Carduoideae. La tribù Cardueae a sua volta è suddivisa in 12 sottotribù (la sottotribù Carduinae è una di queste). Il genere Cirsium elenca 435 specie con una distribuzione cosmopolita, 35 delle quali sono presenti spontaneamente sul territorio italiano.

### Filogenesi
Il genere di questa voce è inserito nel gruppo tassonomico della sottotribù Carduinae. In precedenza provvisoriamente era inserito nel gruppo tassonomico informale "Carduus-Cirsium Group". La posizione filogenetica di questo gruppo nell'ambito della sottotribù è abbastanza vicina al "core" della sottotribù (con il genere Carduus forma un "gruppo fratello") e dalle analisi molecolari è stato calcolato in 7,2 milioni di anni fa la separazione di questo genere dal resto del gruppo (è stato l'ultimo a separarsi).

Il genere Cirsium spesso viene botanicamente “confuso” con altri generi come quello del Carduus o Cnicus (e di altri ancora). Le specie del primo genere ad esempio sono molto simili a quelle del Cirsium, anche se una certa distinzione è possibile servendosi dell'aspetto del pappo (in Cirsium è formato da setole piumose; mentre in Carduus è composto da pagliette denticolate scabre).

Il genere Cirsium appartiene alla tribù delle Cardueae (da alcuni autori indicata come Cynareae), tribù che il Sistema Cronquist assegna alla sottofamiglia Cichorioideae e che invece la moderna classificazione APG colloca nella sottofamiglia Carduoideae..

Il numero cromosomico del C. heterophyllum e: 2n = 34.

Il basionimo per questa specie è: Carduus helenioides L., 1753.
I caratteri distintivi di questa specie nell'ambito del genere sono:
- il colore della corolla è rosso vinoso;
- la superficie superiore delle foglie è priva di spine;
- il fusto è sviluppato normalmente;
- le foglie non sono decorrenti;

Questi caratteri sono più o meno condivisi con le seguenti specie (tra parentesi sono indicati alcuni caratteri distintivi della specie):
- Cirsium tuberosum  (L.) All.  - Cardo tuberoso. (La pagina inferiore delle foglie è tomentosa  grigio – verdastra; i capolini sono lunghi 2 – 3 cm; la radice è ingrossata e fusiforme).
- Cirsium alsophilum  (Pollini) Soldano - Cardo montano. (La corolla è di colore purpureo e il suo tubo è minore del resto del fiore (lembo); i capolini hanno tutti i fiori ermafroditi e sono riuniti in una infiorescenza di tipo glomeruloso).
- Cirsium dissectum (L.) Hill.. (Le foglie sono in genere intere o lobate o raramente pennatifide; le infiorescenze sono formate da capolini solitari o raramente possono essere raggruppati in 2 o 3).
- Cirsium arvense  (L.) Scop.  - Cardo campestre:  è una pianta infestante ed è comunissima in Italia: si trova nei luoghi selvatici o nei campi. Possiede un rizoma sotterraneo biancastro; è ramoso solo nella parte alta; le foglie sono pennatopartite con 5 – 7 coppie di lacine terminanti con diverse spine; i capolini peduncolati sono provvisti di brattee e riuniti in pannocchie.

#### Altre specie simili
- Cirsium canum (L.) All., 1785 - Cirsio canuto: solo le foglie inferiori sono decorrenti; la lamina è più o meno lobata; le squame dell'involucro all'apice sono allungate; le fibre radicali sono ingrossate a fuso.
- Cirsium monspessulanum (L.) Hill  - Cirsio di Montpellier: la lamina delle foglie è intera con bordi vistosamente dentati e provvisti di lunghe spine e superficie glabra. L'infiorescenza si presenta con capolini isolati e nudi.
- Cirsium acaule (L.) Scop. - Cardo nano: la differenza più notevole è nell'altezza del fusto (che è molto breve o a volte mancante); per il resto questa pianta è abbastanza simile alla specie di questa voce.
- Cirsium pannonicum (L. f.) Link - Cirsio pannonico: è una specie più bassa con foglie a lamina intera, bordi finemente dentellati e superficie cosparsa da setole ispide. L'infiorescenza si presenta con capolini isolati e quasi afilli.
- Cirsium palustre (L.) Scop. - Cirsio delle paludi: l'infiorescenza è formata da diversi capolini a grappolo; il fusto si presenta con delle caratteristiche ali (le foglie sono decorrenti); le spine in genere sono più robuste.

### Variabilità
La specie si presenta abbastanza frequentemente con delle varietà, come in tutto il genere Cirsium. Queste si manifestano soprattutto nelle foglie che passano dal margine intero (o appena dentellato) a incisioni più o meno profonde fino a diventare chiaramente di forma pennatosetta. I due tipi di foglia spesso sono presenti nella stessa pianta che risulta veramente “eterofilla”.

### Ibridi
Nell'elenco seguente sono indicati alcuni ibridi intraspecifici:
- Cirsium x affine Tausch (1833) – Ibrido con Cirsium oleraceum
- Cirsium x alpestre Nageli (1840) – Ibrido con Cirsium acaule
- Cirsium x ambiguum All. (1789) - Ibrido con Cirsium rivulare
- Cirsium x bifrons Arvet-Touvet (1873) – Ibrido con Cirsium alsophilum
- Cirsium x breunium Gollet & Huter (1896) – Ibrido con Cirsium vulgare
- Cirsium x discolor Goller & Huter (1906) – Ibrido con Cirsium arvense
- Cirsium x murrianum Khek (1925) – Ibrido con Cirsium canum
- Cirsium x purpureum All. (1785) – Ibrido con Cirsium spinosissimum
- Cirsium x tappeineri (Reichenb. fil.) Treuinfels (1875) – Ibrido con Cirsium erisithales
- Cirsium x wankelii Reichardt (1861) – Ibrido con Cirsium palustre

### Sinonimi
La specie Cirsium heterophyllum in altri testi, può essere chiamata con nomi diversi. L'elenco seguente indica alcuni tra i sinonimi più frequenti:
- Carduus ambiguus Pers.
- Carduus autareticus Vill.
- Carduus helenifolius Salisb.
- Carduus helenioides Lam. (1785)
- Carduus polymorphus Lapeyr., 1782
- Cirsium ambiguum All.
- Cirsium autareticum Mutel
- Cirsium carolorum C.Jenner ex Nyman
- Cirsium hastatum (Lam.) Thell. ex Schinz
- Cirsium helenioides sensu K. Werner (1976)
- Cirsium heterophyllum (L.) Hill 
- Cirsium heterophyllum var. heterophyllum
- Cirsium heterophyllum var. diversifolium Wimmer
- Cirsium heterophyllum var. incisum D.C
- Cirsium heterophyllum var. integrifolium Wimmer
- Cirsium pauciflorum
- Cnicus ambiguus Loisel.
- Cnicus heterophyllus (L.) Retz.
- Cynara diversifolia Stokes

## Usi

### Farmacia
Anticamente gli infusi di questa pianta erano consigliati contro la malinconia e tristezza: si credeva che le foglie contenessero delle sostante euforiche (questa notizia si ricava dagli scritti di Dioscoride), infatti i capolini solitari e un po' penduli, per gli antichi, erano indicatori di stati d'animo malinconici e tristi e per gli erboristi di quel tempo, sulla base della legge della “dottrina dei segni”, erano convinti che la pianta portasse dei rimedi contro questi stati d'animo.

## Altre notizie
Il Cirsio falso elenio in altre lingue viene chiamata nei seguenti modi:
- (DE)  Verschiedenblättrige Kratzdistel
- (FR)  Cirse fausse hélénie
- (EN)  Melancholy Thistle

## Galleria d'immagini

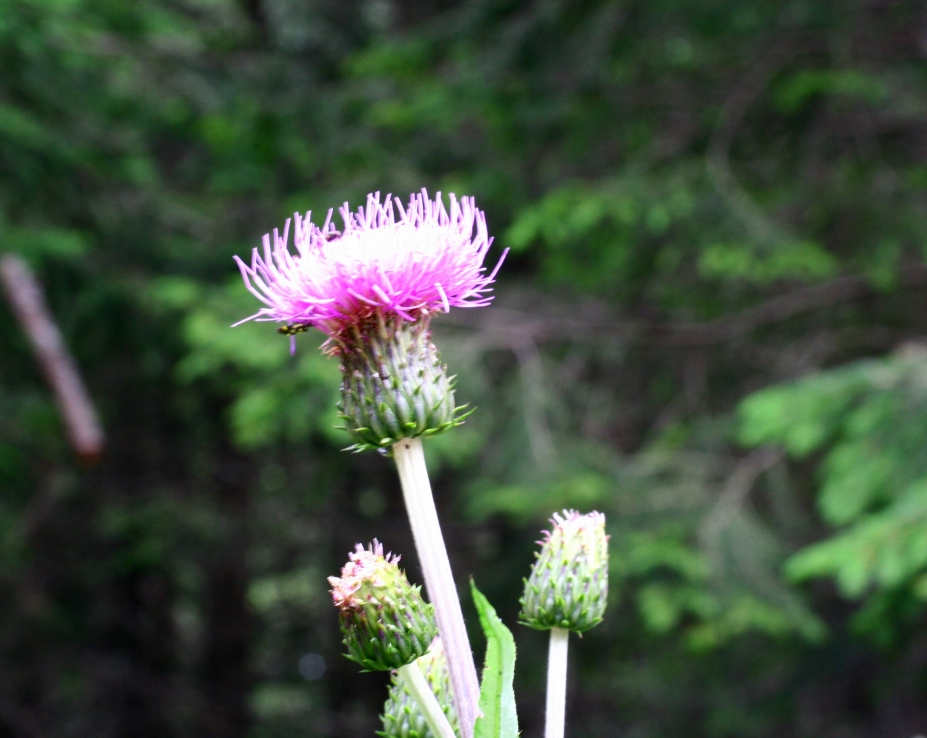
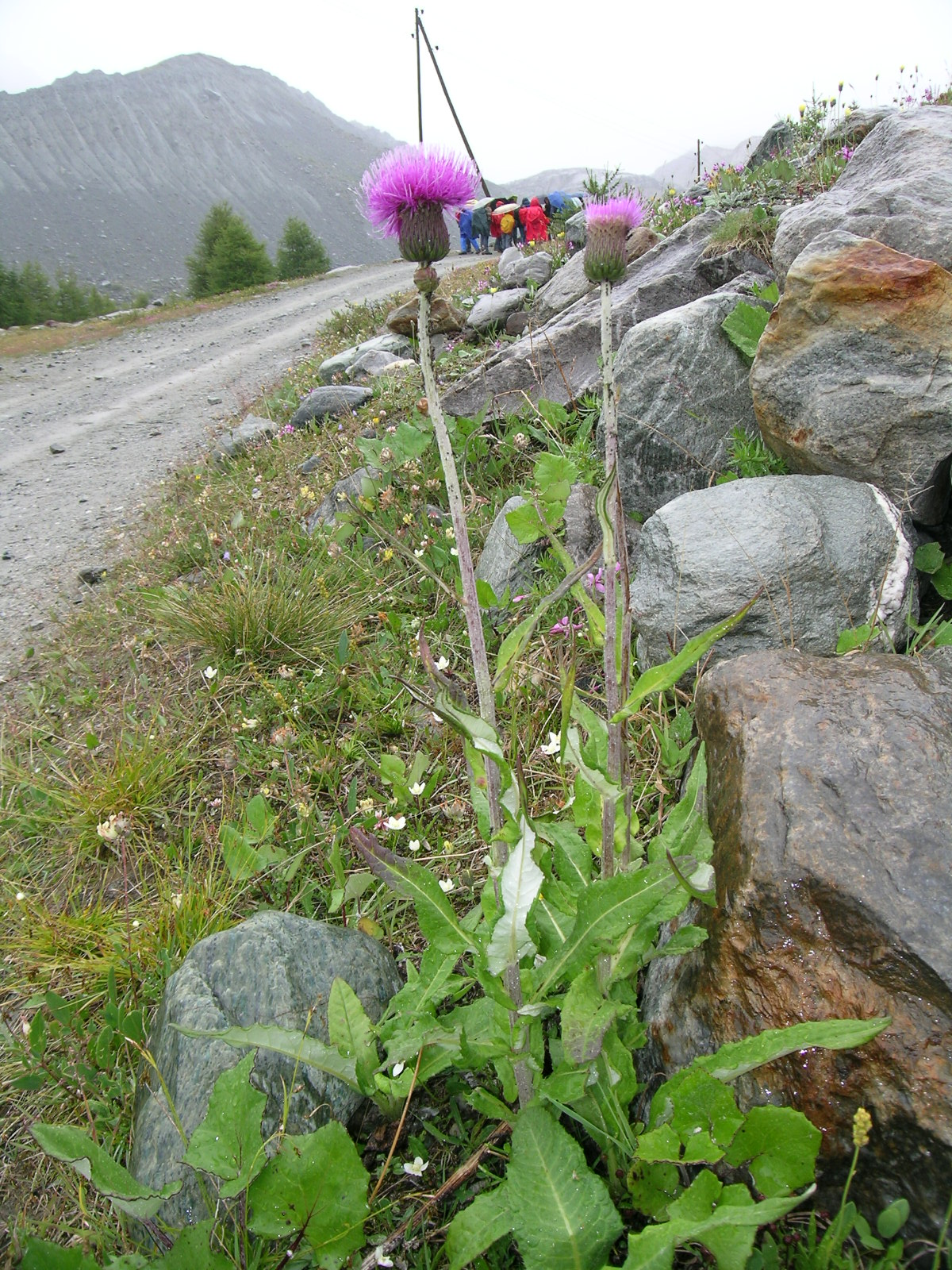
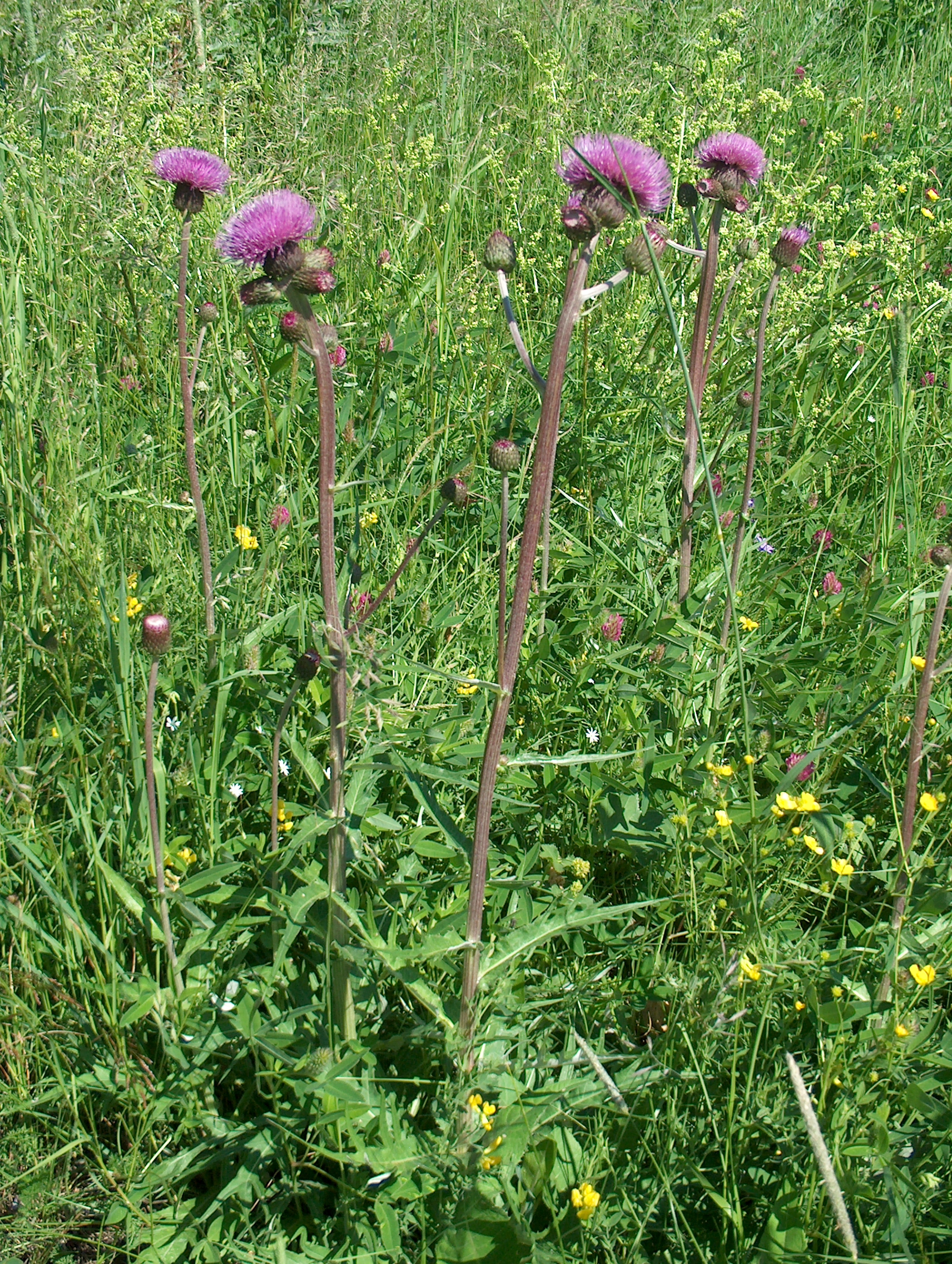
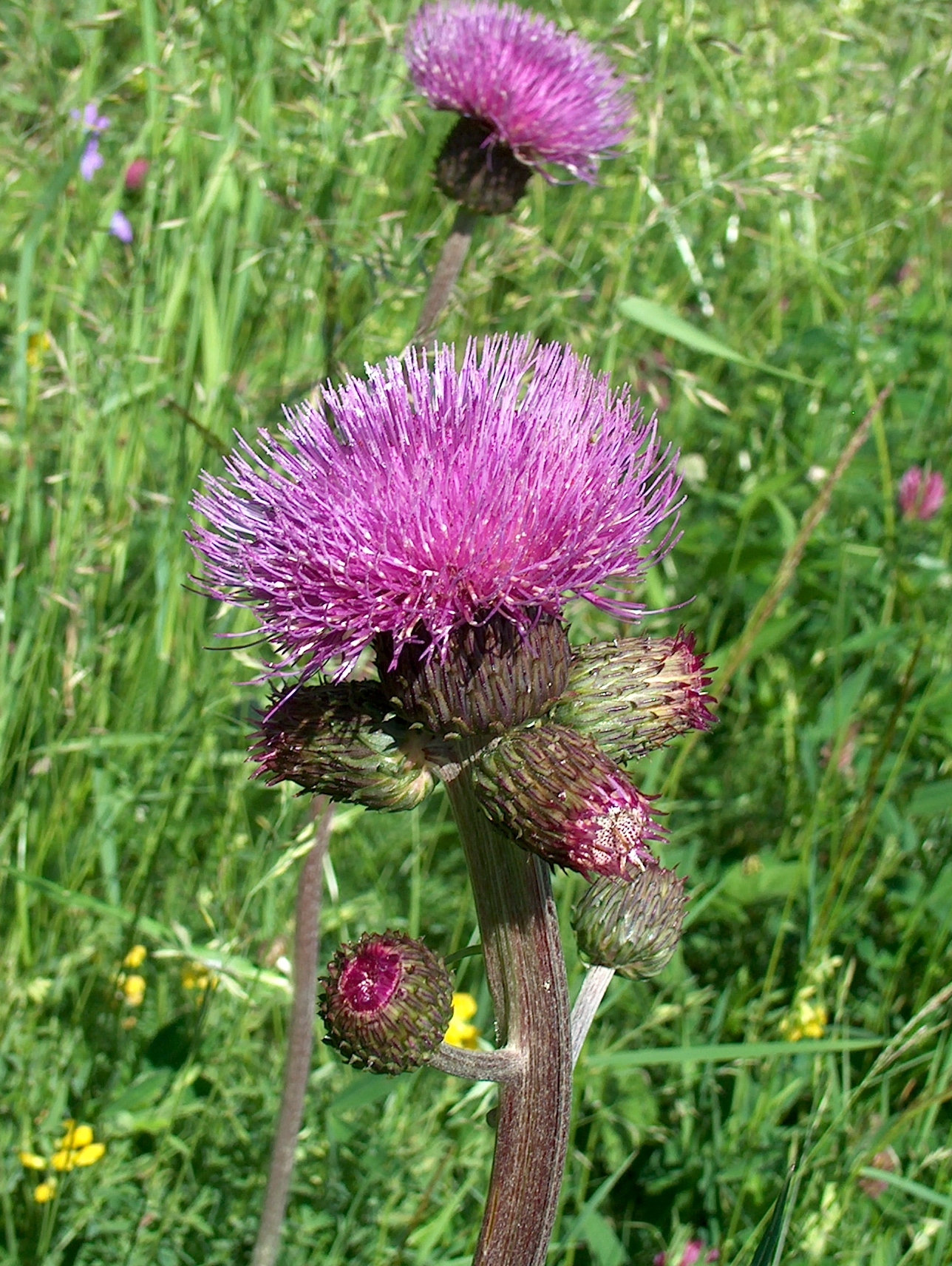